# Steven Brust
Œuvres principales
- Série Vlad Taltos

Steven Karl Zoltán Brust, né le 23 novembre 1955 à Saint Paul dans le Minnesota, est un écrivain de fantasy et de science-fiction américain, d'origine hongroise. Il est surtout connu pour le cycle de Vlad Taltos, série de romans mettant en scène un assassin dans un univers d'heroic fantasy sombre.

## Biographie

### Jeunesse et études
Steven Brust nait et grandit dans le Minnesota. Ses parents sont tous deux militants révolutionnaires, un engagement politique qui marque durablement Steven Brust, celui-ci se disant encore sympathisant trotskiste,. Son père est également professeur de langues.

### Carrière littéraire
Steven Brust publie le premier tome des aventures de Vlad Taltos, Jhereg, en 1983.
En 2018, il fait paraitre Good Guys, un roman de fantasy urbaine qui suit une équipe de mages en traquant d'autres, ceux qui font mauvais usage de leurs pouvoirs.

### Carrière musicale
À côté de l'écriture, Steven Brust fait aussi de la musique. Membre de plusieurs groupes, il a également enregistré un album en solo, A Rose for Iconoclastes.

## Caractéristiques de l’œuvre
L’œuvre de Steven Brust se divise, selon lui-même, en trois catégories :
1. la série Vlad Taltos, qui suit les aventures de l'assassin éponyme ;
2. les « romans de Paarfi », inspirés de ceux d'Alexandre Dumas et se déroulant dans le même univers que les Vlad Taltos ;
3. ses autres projets[3].

### Pastiche d'Alexandre Dumas
Grand amateur du style d'écriture d'Alexandre Dumas tel que ses traducteurs l'ont retranscrit en anglais, Steven Brust ressent régulièrement le besoin d'écrire des livres qui le pastichent. C'est ainsi qu'il écrit au début des années 1990 la trilogie des Gardes Phénix d'après Les Trois Mousquetaires, puis, trente ans plus tard, The Baron of Magister Valley d'après Le Comte de Monte Cristo. Dans l'univers qu'il a développé, ces quatre romans sont censés avoir été écrits par leur narrateur, Paarfi, une sorte d'alter-ego d'Alexandre Dumas.

### Influences
Outre celle d'Alexandre Dumas, Steven Brust se dit notamment influencé par l’œuvre de Tim Powers, Raymond Chandler, John D. MacDonald et Robert B. Parker, en particulier s'agissant de Good Guys, qui tient beaucoup du roman policier.

## Œuvres

### UniversDragaeran Empire

#### SérieVlad Taltos
1. Jhereg, Mnémos, 2005 ((en) Jhereg, 1983), trad. Guillaume Le PennecRéédition, Gallimard, coll. « Folio SF » no 300, 2008 (ISBN 978-2-07-031842-1)
2. Yendi, Mnémos, 2006 ((en) Yendi, 1984), trad. Guillaume Le PennecRéédition, Gallimard, coll. « Folio SF » no 304, 2008 (ISBN 978-2-07-034823-7)
3. Teckla, Mnémos, 2006 ((en) Teckla, 1987), trad. Guillaume Le PennecRéédition, Gallimard, coll. « Folio SF » no 322, 2008 (ISBN 978-2-07-034824-4)
4. Taltos, Mnémos, 2007 ((en) Taltos, 1988), trad. Guillaume Le PennecRéédition, Gallimard, coll. « Folio SF » no 346, 2009 (ISBN 978-2-07-037991-0)
5. (en) Phoenix, 1990
6. (en) Athyra, 1993
7. (en) Orca, 1996
8. (en) Dragon, 1998
9. (en) Issola, 2001
10. (en) Dzur, 2006
11. (en) Jhegaala, 2008
12. (en) Iorich, 2010
13. (en) Tiassa, 2011
14. (en) Hawk, 2014
15. (en) Vallista, 2017
16. (en) Tsalmoth, 2023
17. (en) Lyorn, 2024

#### SérieKhaavren Romances
1. Les Gardes Phénix, Mnémos, 2007 ((en) The Phoenix Guards, 1991), trad. Benoît BerthezeneInspiré des Trois Mousquetaires d'Alexandre Dumas, ce roman se déroule dans le même univers que Jhereg - Réédition, Gallimard, coll. « Folio SF » no 334, 2009 (ISBN 978-2-07-039639-9)
2. (en) Five Hundred Years After, 1994
3. (en) The Viscount of Adrilankha
  1. (en) The Paths of the Dead, 2002
  2. (en) The Lord of Castle Black, 2003
  3. (en) Sethra Lavode, 2004

#### Romans indépendants
- (en) Brokedown Palace, 1985
- (en) The Baron of Magister Valley, 2020

### SérieThe Incrementalists
Cette série est coécrite avec Skyler White.
1. (en) The Incrementalists, 2013
2. (en) The Skill of Our Hands, 2017

### Romans indépendants
- (en) To Reign in Hell, 1984
- (en) The Sun, the Moon, and the Stars, 1987
- (en) Cowboy Feng's Space Bar and Grille, 1990
- La Nuit du prédateur, Mnémos, 2006 ((en) The Gypsy, 1992), trad. Thibaud EliroffÉcrit avec Megan Lindholm. Réédition, Pocket coll. « Fantasy » no 5928, 2009 (ISBN 978-2-266-17090-1)
- Agyar, L'Atalante, 1997 ((en) Agyar, 1993), trad. M. MichaudRéédition, Gallimard, coll. « Folio SF » no 96, 2002 (ISBN 2-07-042151-1)
- (en) Freedom and Necessity, 1997Écrit avec Emma Bull.
- (en) Good Guys, 2018

### Recueils de nouvelles
- Liavek, ActuSF, 2014Écrit avec Megan Lindholm et Gregory Frost.